# Лоренц, Карл
Карл Ло́ренц (нем. Carl Lorenz; 6 июля 1844 — 20 декабря 1889) — немецкий инженер, изобретатель, промышленник, основатель компании «C. Lorenz AG».
В 1878 году Карл Лоренц стал совладельцем предприятия по производству часов и телеграфных аппаратов, принадлежавшего Вильгельму Горну. С этого момента предприятие стало работать под именем «Horn & Lorenz». Через два года он основал собственную компанию «C. Lorenz Telegraphenbauanstalt», производившую телеграфные аппараты и электромеханическое оборудование для железных дорог.
После смерти Лоренца в 1889 году, компанию возглавил его брат Альфред. В том же году компания была приобретена предпринимателем Робертом Гельдом. Гельд оказался талантливым управленцем и под его руководством «C. Lorenz Telegraphenbauanstalt» вскоре вышла на международный рынок. В 1906 году Гельд переименовал компанию в «C. Lorenz AG».